# 조커 이즈 와일드
조커 이즈 와일드(The Joker Is Wild)는 미국에서 제작된 찰스 비더 감독의 1957년 뮤지컬, 드라마 영화이다. 프랭크 시나트라 등이 주연으로 출연하였고 Samuel J. Briskin 등이 제작에 참여하였다.

## 출연

### 주연
- 프랭크 시나트라
- 밋지 게이너

### 조연
- 진 크레인
- 에디 알버트
- 베벌리 가랜드
- 잭키 쿠건
- 배리 켈리
- 테드 드 코시아
- Leonard Graves
- 발레리 알렌
- 행크 헨리

## 제작진
- 미술: 롤랜드 앤더슨
- 미술: 헐 페레이라
- 의상: 에디스 헤드